# Unió Laurediana
Die Partei Unió Laurediana (UL) ist eine konservative Partei im Fürstentum Andorra, die hauptsächlich in der Gemeinde Sant Julià de Lòria aktiv ist. Die Partei wurde im 1999 gegründet und trat seitdem bei allen nationalen und kommunalen Wahlen an.

## Geschichte
Bei den Kommunalwahlen in Sant Julià de Lòria 1999 erreichte sie aufgrund fehlender Konkurrenz durch andere Parteien 100 % aller gültigen Stimmen und somit alle 12 Mandate. In den darauf folgenden Kommunalwahlen 2003 und 2007 trat sie in einem Wahlbündbnis mit den liberalen Partit Liberal d’Andorra an und konnte sich beide Male die absolute Mehrheit sichern. 2011 konnte sie den Erfolg in einem Wahlbündnis mit der konservativen Demòcrates per Andorra wiederholen, 2015 gelang es ihr in einem Wahlbündnis mit Partit Liberal d’Andorra nicht mehr und erhielt lediglich 3 der 12 möglichen Mandate.
Da die Partei selbst bei Wahlen zum Generalrat der Täler lediglich in Sant Julià de Lòria antritt, erreichte sie seit 2001 (außer 2005) mit wechselnden Bündnispartnern immer 2 der 28 nationalen Mandate.

Bei der letzten Nationalwahl 2019 trat sie mit der konservativen Tercera Via und unabhängigen Kandidaten an, mit welchen sie 4 Mandate erlangten. Davon fielen wiederum 2 an Unió Laurediana.
Im Februar 2023 erklärten Unió Laurediana und Tercera Via bei der anstehenden Nationalwahl nicht anzutreten.

## Wahlergebnisse
| Jahr                  | Stimmen | Anteil | Mandate | Platz |
| --------------------- | ------- | ------ | ------- | ----- |
| Parlamentswahl 2001   | 813     | 7,9 %  | 2 / 28  | 5.    |
| Parlamentswahl 2005   | —       | —      | 0 / 28  | —     |
| Parlamentswahl 2009 1 | 4.747   | 32,3 % | 2 / 28  | 5.    |
| Parlamentswahl 2011   | 1.349   | 9,0 %  | 2 / 28  | 5.    |
| Parlamentswahl 2015 2 | 4.073   | 27,7 % | 2 / 28  | 2.    |
| Parlamentswahl 2019 3 | 1.853   | 10,4 % | 2 / 28  | 4.    |